# Карл IV (король Наварри)
Карл IV (29 травня 1421, Пеньяф'єль — 23 вересня 1461, Барселона) — старший син і спадкоємець Арагонського короля Хуана II і Наваррської королеви Бланки Ι.

## Життєпис
Карл народився в замку Пеньяф'єль, був названий в честь свого діда Карла III, короля Наварри. Як належить спадкоємцеві наваррського престолу, він з народження носив титул принца Віанського. І мати, і дід, і кортеси визнали в ньому законного спадкоємця наваррської корони.
Після смерті Бланки в 1441 році батько Карла Іоанн II узурпував наваррський престол. Він посилався на положення її заповіту про те, що Карл не повинен іменувати себе королем без згоди батька. 1447 року Іоанн одружився з юною кастильською дамою Хуаною Енрікес, яка не змогла порозумітися зі старшим за неї пасинком. Коли через чотири роки вона вирішила взяти управління Наваррою у свої руки, у країні спалахнула громадянська війна.
У 1452 році прихильники принца Віанського на чолі з графом Лерінським визнали свою поразку, а сам принц потрапив у полон. Пообіцявши батькові не використовувати при його житті королівський титул, Карл вийшов на свободу, після чого перебрався у володіння свого дядька, неаполітанського короля Альфонса V. Оселився в Мессіні, де перевів «Етику» Аристотеля і зайнявся написанням хроніки королів Наварри. Після смерті Альфонса принц відкинув пропозицію запанувати в Неаполі і повернувся в Арагон.
Для Хуани Енрікес і її партії, принц Віанський був єдиною перешкодою, яка віддаляла її сина Фердинанда від успадкування престолу. Після повернення в Арагон в 1460 році принц був узятий під варту, що спровокувало заворушення в Каталонії (лютий 1461 року). У червні Хуан ΙΙ був змушений піти на поступки повстанцям і визнав Карла своїм законним спадкоємцем, а також призначив його намісником Барселони.
Після чергового примирення з батьком 40-річний принц зайнявся пошуком нареченої. Його перший шлюб із Агнесою Клевською (племінницею Філіпа Доброго) був бездітним. У дружини Карлу готували Ізабеллу Кастильську і Катерину Португальську.
У вересні 1461 року він раптово помер (як були переконані його прихильники, отруєний за наказом Іоанни Енрікес). Спадкоємцем арагонського престолу був оголошений її син Фердинанд, наваррський ж корону успадкувала сестра Карла Бланка.
Від зв'язків з Бріандою Вака та іншими матрессами у Карла було троє бастардів. З них один — Хуан Альфонсо (1459—1529) став єпископом Уески, інший — Філіп (1456—1488) зайняв архієпископську кафедру в Палермо, а дочка — Анна (пом.1477) була видана заміж за графа Медіна-Селі.

## У мистецтві
Зображений на картині «El príncipe don Carlos de Viana» художника Хосе Морено Карбонеро.